# Eduardo Centeno
Eduardo Ernesto Centeno (nacido en San Félix, Venezuela, el 13 de febrero de 1984) es un futbolista profesional venezolano, se desempeña en el terreno de juego como defensa central y su actual equipo son los Delfines del Este FC de la Liga Dominicana de Fútbol.

## Clubes
| Club                    | País                 | Año             |
| ----------------------- | -------------------- | --------------- |
| Mineros de Guayana      | Venezuela            | 2006 - 2009     |
| Caroní FC               | Venezuela            | 2010 - 2011     |
| Guaros FC               | Venezuela            | 2011 - 2012     |
| Carabobo FC             | Venezuela            | 2012 - 2013     |
| Angostura FC            | Venezuela            | 2013 - 2015     |
| Academia Puerto Cabello | Venezuela            | 2015 - 2016     |
| Angostura FC            | Venezuela            | 2016 - 2017     |
| Club Barcelona Atlético | República Dominicana | 2017 - 2018     |
| Club Atlético Pantoja   | República Dominicana | 2018 - 2019     |
| Lala FC                 | Venezuela            | 2019 - Apertura |
| Delfines del Este FC    | República Dominicana | 2019 - Clausura |

## Trayectoria Internacional
el 8 de noviembre de 2017, hace su debut con la selección absoluta de la República Dominicana, en un partido amistoso vs Nicaragua, el cual terminaría con marcador de 3 - 0 a favor de los Quisqueyanos.

## Competiciones
| Competición                    | PJ  | Goles |
| ------------------------------ | --- | ----- |
| Primera División de Venezuela  | 57  | 8     |
| Segunda División de Venezuela  | 101 | 14    |
| Liga Dominicana de Fútbol      | 20  | 4     |
| Copa Libertadores              | 3   | 0     |
| Copa Pre Libertadores          | 1   | 0     |
| Campeonato de Clubes de la CFU | 5   | 0     |
| Selección Nacional             | 4   | 0     |
| Total de Carrera               | 191 | 26    |

## Vida personal
- Centeno lleva ascendencia Dominicana por parte de su madre.

- En 2017 obtiene la nacionalidad de República Dominicana.

## Palmarés
| Título                                        | Club                  | Año  |
| --------------------------------------------- | --------------------- | ---- |
| Campeonato de Clubes de la CFU 2018 (campeón) | Club Atlético Pantoja | 2018 |